# Dobre Miasto (gmina)
Dobre Miasto – gmina miejsko-wiejska w województwie warmińsko-mazurskim, w powiecie olsztyńskim. W latach 1975–1998 gmina położona była w województwie olsztyńskim.
Siedziba gminy to Dobre Miasto.
Według danych z 31 grudnia 2011 gminę zamieszkiwały 16 342 osoby. Natomiast według danych z 31 grudnia 2017 roku gminę zamieszkiwało 15 978 osób. Według najnowszych danych z 31 grudnia 2019 roku gminę zamieszkiwało 15 844 osób.

## Środowisko geograficzne
Pod względem fizycznogeograficznym gmina jest położona na Pojezierzu Olsztyńskim.

### Rzeźba terenu
Na jej terenie występują:
- wysoczyzna moreny dennej i czołowej (zachodnia i południowo-wschodnia część)
- sandr (środkowa i północno-wschodnia część)
- doliny rzeczne rzek Łyna, Kwiela i Kirsna.

Północna część gminy charakteryzuje się falistą rzeźbą terenu o wysokościach 80–100 m n.p.m. Wysokości wyraźnie wzrastają w kierunku południowym, gdzie powierzchnia terenu jest usytuowana na wysokości 100–140 m n.p.m. Najwyżej wyniesiony teren znajduje się w południowo-wschodniej części gminy (140–180 m n.p.m.). W wysoczyznę są wcięte doliny rzeczne, które na terenie równinnym są szerokie, a na obszarach wyniesionych głębokie o stromych zboczach.

### Geologia
W zachodniej i południowo-wschodniej części gminy powierzchnie zajmują gliny zwałowe. W rejonie Piotraszewa występuje glina o frakcji ilastej tzw. glinoił, o zabarwienie czerwonym, tworząca pokrywę ilastą na glinie zwałowej. Środkowa i północno-wschodnia część gminy to piaski i żwiry wodnolodocowe, których akumulacja była związana z odpływem wód sprzed czoła lądolódu fazy pomorskiej. Tworzą one rozległy sandr Ornety otaczający od południa Wzniesienia Górowskie.
Ponadto w okolicy Barcikowa, Cerkiewnik i Starego Dworu zlokalizowane są złoża kruszyw naturalnych i kredy jeziornej.

### Jeziora
Na terenie gminy znajdują się następujące stałe zbiorniki wodne (nazwy według Głównego Urzędu Geodezji i Kartografii):
- Jezioro Błotne – 54°00’03’’N 20°27’54’’E
- Gilgajny – 54°00’45’’N 20°29’27’’E
- Jezioro Gronowskie – 54°03’58’’N 20°21’35’’E
- Limajno – 53°55’39’’N 20°22’12’’E
- Stobajno – 53°55’27’’N 20°23’55’’E

## Struktura powierzchni
Według danych z roku 2002 gmina Dobre Miasto ma obszar 258,67 km², w tym:
- użytki rolne: 49%
- użytki leśne: 34%

Gmina stanowi 9,11% powierzchni powiatu.

## Demografia

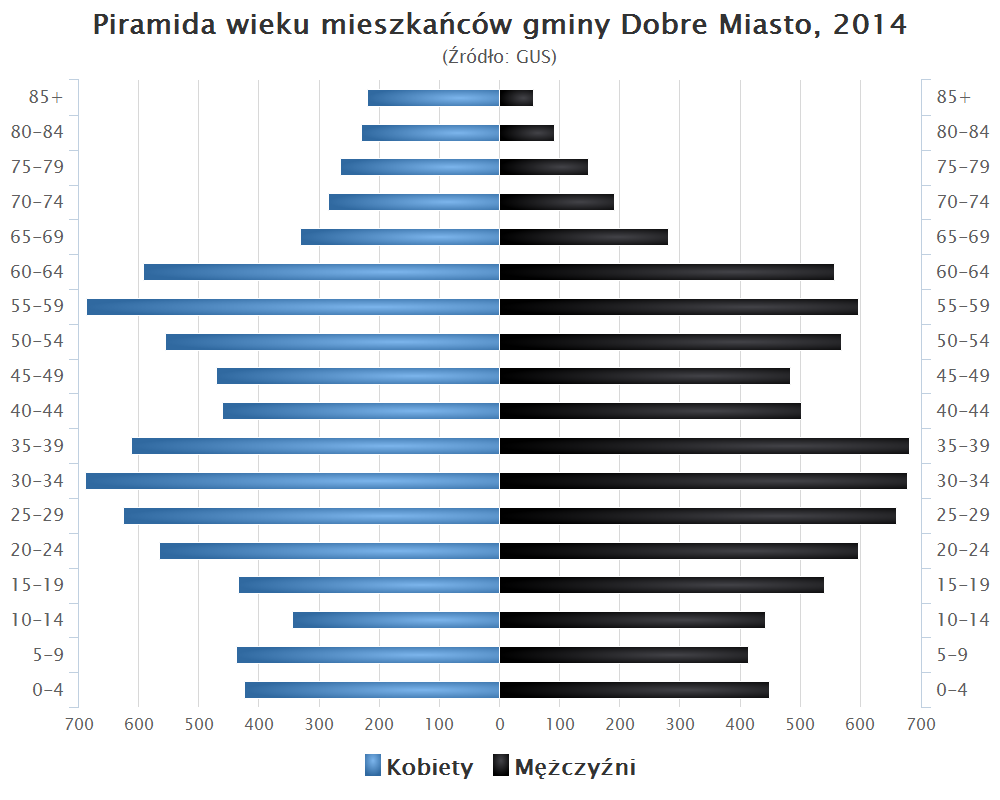
Piramida wieku mieszkańców gminy Dobre Miasto w 2014 roku

Dane z 31 grudnia 2012:
| Opis                              | Ogółem | Ogółem | Kobiety | Kobiety | Mężczyźni | Mężczyźni |
| --------------------------------- | ------ | ------ | ------- | ------- | --------- | --------- |
| jednostka                         | osób   | %      | osób    | %       | osób      | %         |
| populacja                         | 16 342 | 100    | 8379    | 51,3    | 7963      | 48,7      |
| gęstość zaludnienia (mieszk./km²) | 63,2   | 63,2   | 32,4    | 32,4    | 30,8      | 30,8      |

## Ochrona przyrody

### Pomniki przyrody
Na terenie gminy znajdują się następujące pomniki przyrody:
| Nr  | Lokalizacja                                                 | Forma             | Nazwa                                                  | Obwód przy powołaniu [cm]   | Nr ew.  | Akt prawny                                                                                |
| 1.  | leśnictwo Kraszewo oddz. 191e                               | pojedyncze drzewo | sosna pospolita                                        | 310                         | 18      | Rlb-16/18/52 z 29.12.1952 r.                                                              |
| 2.  | leśnictwo Kraszewo                                          | pojedyncze drzewo | dąb szypułkowy                                         | 320                         | 19      | Rlb-16/19/52 z 29.12.1952 r.                                                              |
| 3.  | Dobre Miasto ul. Wojska Polskiego, teren szkoły podstawowej | pojedyncze drzewo | kasztanowiec zwyczajny                                 | 300                         | 764     | Dz. Urz. Woj. Olsztyńskiego Nr 7 poz. 77 z 18.02.1994 r.                                  |
| 4.  | Kunik droga do byłego PGR-u                                 | fragment alei     | klon pospolity 5 lip drobnolistnych 2 jesiony wynoosłe | 170 od 170 do 440 245 i 250 | 770-777 | Dz. Urz. Woj. Olsztyńskiego Nr 7 poz. 77 z 18.02.1994 r.                                  |
| 5.  | leśnictwo Stryjkowo oddz. 211i                              | grupa drzew       | 2 buki pospolite                                       | 310 i 350                   | 882     | Dz. Urz. Woj. Olsztyńskiego Nr 35, poz. 793 z 18.02.1997 r.                               |
| 6.  | leśnictwo Sarny oddz. 476h                                  | pojedyncze drzewo | świerk pospolity                                       | 326                         | 883     | Dz. Urz. Woj. Olsztyńskiego Nr 35, poz. 793 z 18.02.1997 r.                               |
| 7.  | leśnictwo Smolajny oddz. 379j                               | pojedyncze drzewo | sosna pospolita                                        | 332                         | 886     | Dz. Urz. Woj. Olsztyńskiego Nr 35, poz. 793 z 18.02.1997 r.                               |
| 8.  | leśnictwo Kochanówka oddz. 256a                             | pojedyncze drzewo | dąb szypułkowy                                         | 380                         | 887     | Dz. Urz. Woj. Olsztyńskiego Nr 35, poz. 793 z 18.02.1997 r.                               |
| 9.  | Nadleśnictwo Wichrowo, Leśnictwo Dwa Stawy, oddz. 603f      | pojedyncze drzewo | daglezja zielona „Daglezja”                            | 300                         | -       | Uchwała nr XLVIII/300/2017 Rady Miejskiej w Dobrym Mieście z dnia 25 października 2017 r. |
| 10. | Nadleśnictwo Wichrowo, Leśnictwo Dwa Stawy, oddz. 630a      | pojedyncze drzewo | grab pospolity „Parasol”                               | 280                         | -       | Uchwała nr XLVIII/300/2017 Rady Miejskiej w Dobrym Mieście z dnia 25 października 2017 r. |
| 11. | Nadleśnictwo Wichrowo, Leśnictwo Dwa Stawy, oddz. 613k      | pojedyncze drzewo | sosna zwyczajna „Królowa”                              | 275                         | -       | Uchwała nr XLVIII/300/2017 Rady Miejskiej w Dobrym Mieście z dnia 25 października 2017 r. |

Do 2017 roku na terenie miasta przy ul. Wojska Polskiego 26, rosły 3 lipy drobnolistne uznane za pomniki przyrody w 1994 roku o obwodach 230, 260 i 405 cm.

### Obszary Chronionego Krajobrazu
Na terenie gminy znajdują się:
- Obszar Chronionego Krajobrazu Doliny Dolnej Łyny
- Obszar Chronionego Krajobrazu Doliny Środkowej Łyny.

## Miejscowości
Gmina Dobre Miasto jako jednostka samorządowa obejmuje swym zasięgiem miasto Dobre Miasto (podzielone na 5 osiedli) oraz 22 sołectwa: Barcikowo, Bzowiec, Cerkiewnik, Głotowo, Jesionowo, Kabikiejmy, Kabikiejmy Dolne, Knopin, Kosyń, Kunik, Łęgno, Mawry, Międzylesie, Nowa Wieś Mała, Orzechowo, Piotraszewo, Podleśna, Praslity, Smolajny, Stary Dwór, Swobodna, Urbanowo.
Miejscowości bez statusu sołectwa: Chmury, Kazimierowo, Kłódka, Krzyżno, Wichrowo.

## Sąsiednie gminy
Dywity, Jeziorany, Lidzbark Warmiński, Lubomino, Świątki

## Miasta partnerskie
- Quakenbrück (DE)
- Montierchaume (FR)
- Boguszów-Gorce (PL)
- Radzionków (PL)
- Kostopol (UA)